# Zieminek (rodzaj)
Zieminek (Geophilus) – rodzaj pareczników z rzędu zieminkokształtnych (Geophilomorpha) i rodziny zieminkowatych (Geophilidae).  
Rodzaj ten wykreował angielski biolog, William Elford Leach, w roku 1814. Gatunek typowy opisany został po raz pierwszy przez Karola Linneusza w 10 wydaniu Systema Naturae, gdzie został nazwany Scolopendra electrica. 
Gatunki z tego rodzaju osiągają od 20 do 45 mm. Oczu brak. Ubarwienie w tonacji żółci lub czerwieni i żółci. Mają od 53 do 73 par odnóży. Są dość długie i smukłe, poruszają się wężowatymi ruchami. Znanych jest 6 gatunków z Europy Środkowej. 
Istnieje dość dużo podobnych do tego rodzaju gatunków, które można rozróżnić na podstawie liczby par nóg. 
Rodzaj holarktyczny. Stworzenia te żyją przeważnie pod kamieniami, kawałkami drewna, głębiej w ziemi, wszędzie częste.
Te pareczniki polują w podziemnych korytarzach dżdżownic na drobną faunę glebową. Ofiarę oplatują swoim ciałem i uśmiercają jadem z szczękonóży. Ponadto niektóre gatunki wydzielają specjalną substancję obronną.
Chilobase wymienia następujące gatunki:
- Geophilus admarinus Chamberlin, 1952
- Geophilus aenariensis Verhoeff, 1942
- Geophilus aetnensis Verhoeff, 1928
- Geophilus alaskanus Cook, 1904
- Geophilus algarum Brölemann, 1909
- Geophilus alzonis Attems, 1952
- Geophilus ampyx Crabill, 1954
- Geophilus angustatus Eschscholtz, 1823
- Geophilus anonyx Chamberlin, 1941
- Geophilus arenarius Meinert, 1870
- Geophilus atopodon Chamberlin, 1903
- Geophilus aztecus Humbert and Saussure, 1869
- Geophilus becki Chamberlin, 1951
- Geophilus bipartitus Takakuwa, 1937
- Geophilus bluncki Verhoeff, 1928
- Geophilus bobolianus Verhoeff, 1928
- Geophilus bosniensis Verhoeff, 1895
- Geophilus brevicornis Wood, 1862
- Geophilus brunneus McNeill, 1887
- Geophilus carpophagus Leach, 1814
- Geophilus caucasicus Sseliwanoff, 1884
- Geophilus cayugae Chamberlin, 1904
- Geophilus chalandei Brölemann, 1909
- Geophilus challangeri Pocock, 1891
- Geophilus claremontus Chamberlin, 1909
- Geophilus compactus Attems, 1934
- Geophilus crenulatus Silvestri, 1936
- Geophilus delotus Chamberlin, 1941
- Geophilus dentatus Takakuwa, 1936
- Geophilus duponti Silvestri, 1897
- Geophilus easoni Arthur et al. 2001
- Geophilus elazigus Chamberlin, 1952
- Geophilus electricus Linne,1758 – zieminek
- Geophilus embius Chamberlin, 1912
- Geophilus erzurumensis Chamberlin, 1952
- Geophilus eudontus Chamberlin, 1952
- Geophilus flavus De Geer, 1778
- Geophilus fossularum Verhoeff, 1943
- Geophilus fossuliferus Karsch, 1884
- Geophilus foveatus McNeill, 1887
- Geophilus frigidanus Verhoeff, 1928
- Geophilus fruitanus Chamberlin, 1928
- Geophilus fucorum Brölemann, 1900
- Geophilus gavoyi Chalande, 1910
- Geophilus geronimo Chamberlin, 1912
- Geophilus gigas Attems, 1951
- Geophilus glaber Bollman, 1887
- Geophilus glyptus Chamberlin, 1902
- Geophilus gracilis Meinert, 1870
- Geophilus guanophilus Verhoeff, 1939
- Geophilus hadesi Stoev et al. 2015
- Geophilus honozus Chamberlin, 1952
- Geophilus ibericus Attems, 1952
- Geophilus impressus C.L. Koch, 1847
- Geophilus indianae McNeill, 1887
- Geophilus infossulatus Attems, 1901
- Geophilus intermissus Silvestri, 1935
- Geophilus joyeuxi Léger and Duboscq, 1903
- Geophilus judaicus Verhoeff, 1934
- Geophilus kobelti Attems, 1903
- Geophilus koreanus Takakuwa, 1936
- Geophilus labrofissus Verhoeff, 1938
- Geophilus lanius Brölemann, 1896
- Geophilus leionyx Chamberlin, 1938
- Geophilus lemuricus Verhoeff, 1939
- Geophilus longicapillatus Verhoeff, 1937
- Geophilus madeirae Latzel, 1895
- Geophilus marginatus Lucas, 1849
- Geophilus minimus Verhoeff, 1928
- Geophilus monoporus Takakuwa, 1934
- Geophilus mordax Meinert, 1886
- Geophilus multiporus Miyosi, 1955
- Geophilus mustiquensis Pocock, 1893
- Geophilus nanus Attems, 1952
- Geophilus nasintus Chamberlin, 1909
- Geophilus naxius Verhoeff, 1901
- Geophilus nealotus Chamberlin, 1902
- Geophilus nesiotes Attems, 1903
- Geophilus nicolanus Chamberlin, 1940
- Geophilus occidentalis Linnaeus, 1758
- Geophilus okolonae Bollman, 1888
- Geophilus oligopus Attems, 1895
- Geophilus orae Verhoeff, 1943
- Geophilus oregonus Chamberlin, 1941
- Geophilus orientalis Seliwanoff, 1881
- Geophilus orientis Chamberlin, 1952
- Geophilus osquidatum Brölemann, 1909
- Geophilus oweni Brölemann, 1887
- Geophilus parki Auerbach, 1954
- Geophilus pauciporus Machado, 1952
- Geophilus pellekanus Attems, 1903
- Geophilus persephones Foddai & Minelli, 1999
- Geophilus phanus Chamberlin, 1943
- Geophilus piae Minelli, 1983
- Geophilus piedus Chamberlin, 1930
- Geophilus pinivagus Verhoeff, 1928
- Geophilus polyporus Takakuwa, 1942
- Geophilus procerus C. L. Koch, 1878
- Geophilus promontorii Verhoeff, 1928
- Geophilus proximus C.L.Koch, 1847
- Geophilus punicus Silvestri, 1896
- Geophilus pusillifrater Verhoeff, 1898
- Geophilus pusillus Meinert, 1870
- Geophilus pygmaeus Latzel, 1880
- Geophilus pyrenaicus Chalande, 1909
- Geophilus readae Jones, 2001
- Geophilus regnans Chamberlin, 1904
- Geophilus rex Chamberlin, 1912
- Geophilus rhomboideus Takakuwa, 1937
- Geophilus ribauti Brölemann, 1908
- Geophilus richardi Brölemann, 1904
- Geophilus ridleyi Pocock, 1890
- Geophilus rouncei Jones, 2001
- Geophilus secundus Chamberlin, 1912
- Geophilus serbicus Stojanović, Mitić, Antić, 2019
- Geophilus setiger Bollman, 1887
- Geophilus seurati Brölemann, 1924
- Geophilus shoshoneus Chamberlin, 1925
- Geophilus sibiricus Stuxberg, 1876
- Geophilus silesiacus Haase, 1881
- Geophilus simoporus Chamberlin, 1952
- Geophilus smithi Bollman, 1889
- Geophilus sounkyoensis Takakuwa, 1937
- Geophilus strictus Latzel, 1880
- Geophilus strigosus McNeill, 1887
- Geophilus studeri Rothenbühler, 1899
- Geophilus tampophor Chamberlin, 1953
- Geophilus tenellus L. Koch, 1882
- Geophilus tenuiculus C. L. Koch, 1878
- Geophilus terranovae Palmén, 1954
- Geophilus transitus Chamberlin, 1941
- Geophilus trichopus Muralewicz, 1926
- Geophilus truncorum Bergsøe and Meinert, 1866
- Geophilus ungviculatus Daday, 1889
- Geophilus varians McNeill, 1887
- Geophilus venezuelae Silvestri, 1897
- Geophilus vinciguerrae Silvestri, 1895
- Geophilus virginiensis Bollman, 1889
- Geophilus vittatus Raffinesque, 1820
- Geophilus winnetui Attems, 1947
- Geophilus yavapainus Chamberlin, 1941